# Palaung State Liberation Front

Fahne der Palaung State Liberation Front

Die Palaung State Liberation Front PSLF ist eine politische Organisation in Myanmar, welche sich für die Rechte der Palaung Minderheit im Land einsetzt. Die PLNF verügt über einen bewaffneten Arm, die Ta’ang National Liberation Army kurz TNLA.

## Geschichte
Die PSLF wurde am 12. Januar 1992 in Manerplaw an der Grenze zu Thailand im Kayin-Staat von Abtrünnigen der Palaung State Liberation Organization kurz PSLO gegründet. Die PSLO, welche seit 1967 einen bewaffneten Kampf gegen die Regierung des Landes geführt hatte, hatte 1991 einen Waffenstillstand mit der Regierung unterschrieben. Die Mitglieder der PSLF wollten dieses Waffenstillstand nicht mittragen, deshalb kam es zur Gründung der Organisation im Hauptquartier der Karen National Union, bzw. der Karen National Liberation Army. Die PSLO besaß einen bewaffneten Arm, die Palaung State Liberation Army PSLA, welche aber 2005 entwaffnet und aufgelöst worden ist. 2008 wurden die Waffenstillstandsgebiete in der Verfassung zur Selbstverwaltungszone der Palaung zusammengefasst. Nach der Entwaffnung der PSLA gründete die PSLF die Ta’ang National Liberation Army TNLA aus Teilen der aufgelösten PSLA. Hilfe erhielt die TNLA von der United Wa State Army UWSA und der Kachin Independence Army KIA. Lange Zeit galten die PSLF und die TNLA als eine kleine unbedeutende Oppositionsbewegung zur PSLO innerhalb der Palaung. Berühmtheit bekamen sie nur wegen ihrer radikalen Ansätze zu Drogen. Die PSLF bzw, TNLA zerstörten Schlafmohn Felder wo sie es konnten. Die PSLF und die TNLA agierten ohne festes Hauptquartier im Untergrund. 2015 unterschrieb die PSLF den Nationalen Waffenstillstandsvertrag nicht, unterzeichnete aber 2018 einen eigenen Waffenstillstandsvertrag. Nach dem Waffenstillstand baute die PSLF die TNLA zu einer schlagkräftigen Armee mit 15.000 Bewaffneten um. Die TNLA eroberte seit 2015 Gebiete der Shan State Army-South SSA-RCSS und im geringen Umfang der Shan State Army-North SSA-SSPP. Nach dem Militärputsch am 1. Februar 2021 rief die PSLF zum Kampf gegen die Militärregierung auf. 2023 nahm die TNLA an der Operation 1027, in der sie 7 Bezirke des Shan-Staates erobern konnte. 2024 kündigte die PSLF an, in diesen eine eigene Verwaltung aufbauen zu wollen. 2024 beherrschte die PSLF die Bezirke Namhsan, Mantong, Namhkam, Kutkai, Namtu, Monglon und Mongngaw des Shan-Staates.

## Ziele
Die PSLA hat sich zum politischen Ziel gesetzt, eine föderale demokratische Union aufzubauen, die Demokratie, Menschenrechte und Selbstbestimmung garantiert. Die PSLF kooperiert politisch und militärisch mit den vier Mitgliedern der Nordallianz, darunter die Kachin Independence Organisation/Kachin Independence Army KIO/KIA, und den drei Mitgliedern der Brotherhood Alliance, darunter die Myanmar Nationalities Democratic Alliance Army MNDAA und die United League of Arakan/Arakan Army ULA/AA. Die PSLF ist außerdem Mitglied des Federal Political Negotiation and Consultative Committee FPNCC, das von der United Wa State Army UWSA geleitet wird.